# Louder than Live
Louder Than Live – wideo zespołu Soundgarden, nagrane 7 grudnia 1989 roku, w klubie Whisky a Go Go w Los Angeles. Wideo zostało wydane w formacie VHS 22 maja 1990 roku.

## Opis
Setlista składa się z pięciu utworów: Get on the snake, I Awake, Big dumb sex i Gun, a także wiązanka utworów "Big Bottom" autorstwa Spinal Tap i "Earache My Eye" autorstwa Cheech & Chong. Wideo zaweira także 2 wideoklipy nagrane w studio, do utworów Loud Love i Hands All Over. Louder Than Live został wydany tylko na VHS, brak oficjalnych wersji na DVD.

## Lista utworów
Koncert:
- "Get on the Snake"
- "Gun"
- "I Awake"
- "Big Dumb Sex"
- "Big Bottom"/"Earache My Eye"

Studio
- "Loud Love"
- "Hands All Over"

## Twórcy
- Chris Cornell – wokal, gitara
- Kim Thayil – gitara
- Jason Everman – bas
- Matt Cameron – perkusja

## Pozycje w zestawieniach
| Zestawienie (1990)  | Pozycja |
| ------------------- | ------- |
| US Top Music Videos | 15      |